# Robert Swan (ator)
Robert Swan (Chicago, 20 de outubro de 1944 – Rolling Prairie, 9 de agosto de 2023) foi um ator americano.

## Vida Artística
Robert Swan nasceu e cresceu em Chicago, onde começou a atuar no palco.

## Carreira
Mais tarde, Swan começou a aparecer no cinema e na televisão. Swan é mais conhecido por seus papéis em Hoosiers, Os Intocáveis, Natural Born Killers e Backdraft. Ele também trabalhou como dublador para comerciais de televisão e fundou uma companhia de ópera em Three Oaks.

## Vida Pessoal e Morte
Swan morava em Rolling Prairie, Indiana, com sua esposa, Barbara. Ele morreu de câncer de fígado em sua casa em 9 de agosto de 2023, aos 78 anos.